# 蒲家乡
蒲家乡，是中华人民共和国四川省广元市朝天区曾经下辖的一个乡。2019年12月，撤销蒲家乡，将其所属行政区域划归沙河镇管辖。

## 行政区划
蒲家乡撤销前下辖以下地区：
汶溪村、元西村、山垭村、河坝村和罗圈岩村。